# 焼津神社

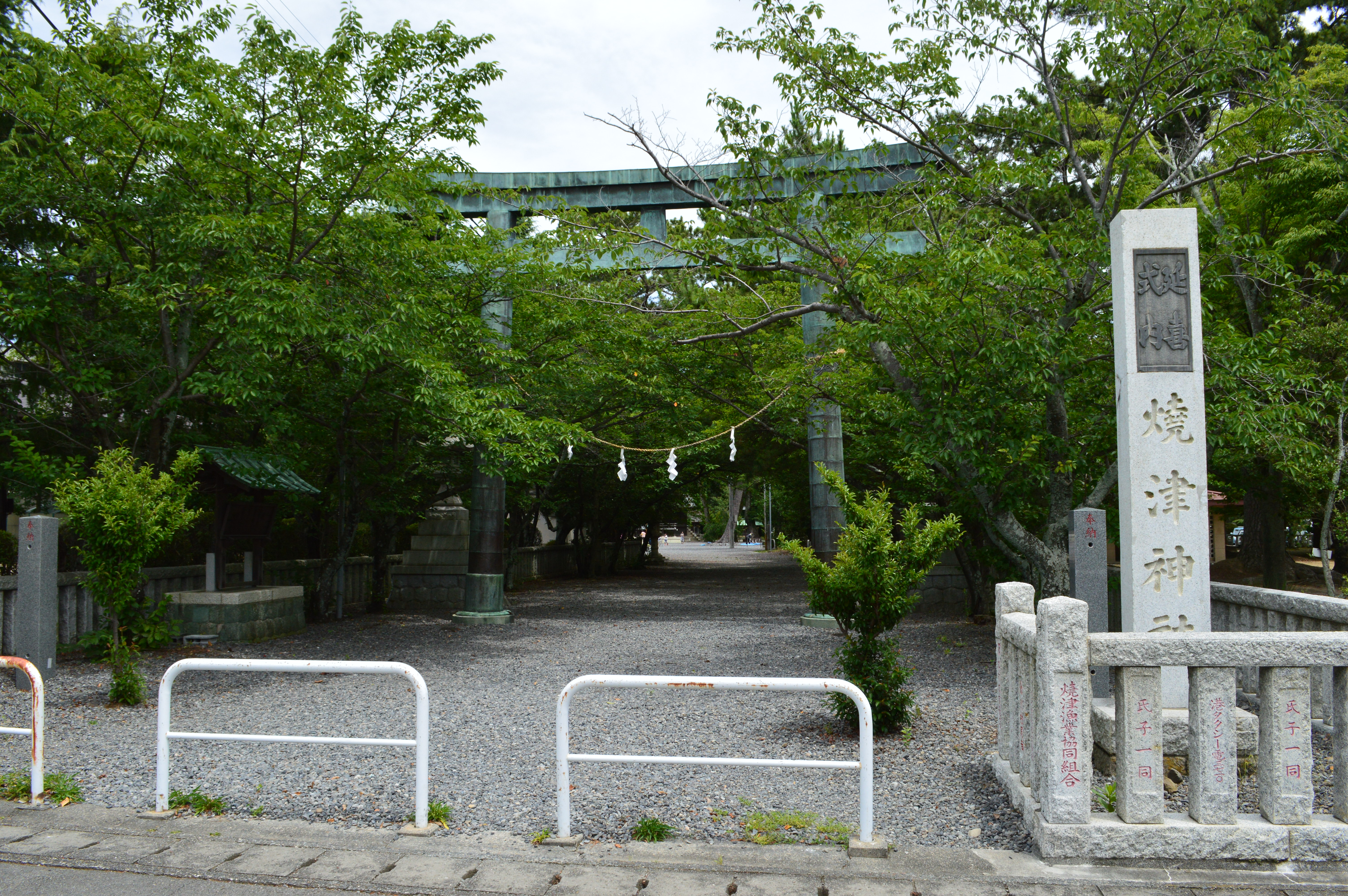
鳥居

焼津神社（やいづじんじゃ）は、静岡県焼津市焼津にある神社。式内社、旧社格は県社で、現在は神社本庁の別表神社。
旧称は「入江大明神（いりえだいみょうじん）」。ヤマトタケルの東征伝説に関わる神社として知られる。

## 祭神
祭神は次の4柱。
主祭神

境内の日本武尊像

- 日本武尊（やまとたけるのみこと） - 第12代景行天皇皇子。

相殿神
- 吉備武彦命（きびたけひこのみこと）
- 大伴武日連命（おおとものたけひのむらじのみこと）
- 七束脛命（ななつかはぎのみこと）

上記の相殿神3柱は、日本武尊の東征に従った従者とされる。
『日本書紀』『古事記』の伝説によれば、ヤマトタケル（日本武尊/倭建命）は天皇の命で東征し、その途上で賊の火攻めに遭った。しかしヤマトタケルは草薙剣で草を薙ぎ、さらに向い火をつけて難を逃れた。これによりその地は「ヤキツ」（紀は焼津、記は焼遣と表記）と称される、という。この火難伝説地が静岡県焼津地域に比定され、焼津神社はその事跡を伝える神社とされる。
ただしこの伝説では、「ヤキツ」の所在地を『日本書紀』で駿河国、『古事記』で相武国（相模国か）と記載し異同が存在する。このことに関しては、「相武国」を単なる誤記とする説のほか、相模国が古くは駿河国も含む広領域であったとする説、駿河・相模に「ヤキツ」が並存したとする説などがあるが明らかではない。『焼津市史』では、ヤマトタケル伝説には『日本書紀』の記述の方に原初的な要素が見られることから、『古事記』の記述にはかなり後世の手が入ったと見て、『古事記』の編纂過程で関東地方の征討に重点を置いたために伝承地が本来の駿河から相模に移されたと推測する。実際、『万葉集』では駿河の地名として「焼津邊」と詠まれた歌が知られる（巻3 284番）。また平安時代中期の『和名抄』によると、駿河国には「益頭（ましづ：のちに益津）」が郡名・郷名として存在したが、これは「ヤキツ」の「焼」を忌み好字として「益」をあてたのが「マシヅ」の読みに転訛したものとされる。そのほか駿河国では、同様にヤマトタケルの火難伝説を伝える式内社として草薙神社（静岡市清水区草薙）の存在も知られる。
なお、祭神としては他に市杵島姫命とする説があり、『駿河国式社備考』では摂社の市杵島姫命社を元社とする説を挙げる。祭神に関して、文献では中世に「入江大明神」の表記が最も早く見られ、次いで江戸時代頃から市杵島姫命説や現在見る日本武尊説が生じている。

## 歴史

### 創建
社伝では、景行天皇（第12代）40年7月に日本武尊は東征に際して当地で野火の難を逃れたとし、のち反正天皇（第18代）4年に日本武尊の功徳を敬って神社が創建されたとする。
創建伝承にあるように、焼津神社はヤマトタケル東征の事跡を伝える神社とされる。しかし今日までの研究では、ヤマトタケルは元より実在の人物ではなく、『日本書紀』『古事記』の伝える伝説は各地の伝承を1人の人格にまとめたものとされる。両書に記載される地名起源説話も実際には実在地名を逆に下地にした例が多いことから、焼津の起源説話に関しても「ヤキツ」が先行地名として存在したものと推測される。先行地名としての「ヤキツ」の由来は一説に、焼津地域が天然ガスの埋蔵地であることから、これがいつの時か引火して燃え続けたことによるとされる。
焼津神社付近では、古墳時代の集落跡として宮之腰遺跡が存在し、古くから人々が居住したことが知られる。また焼津神社の祭祀では、焼津市内にある御沓脱・北御旅所・神岩（現在は水没）という各神蹟が古くから重要視される。これらの神蹟は海岸線から神岩→北御旅所→御沓脱→焼津神社（宮之腰遺跡）のように並ぶことから、海の彼方の常世国から神を迎える「神の道」の名残りがこれらにあたると見て、このような常世神信仰が焼津神社の原祭祀であったとする説がある。この説では加えて、元々の常世神信仰を下地として焼津にヤマトタケル伝説が重層したと指摘する。
なお『志太郡誌』によれば、焼津神社は古くは現在地の南東方向に数キロメートルの地に鎮座していたが、同地が次第に海へと変じたため、のちに現在地に遷座したとする。

### 概史
延長5年（927年）成立の『延喜式』神名帳では駿河国益頭郡に「焼津神社」と記載され、式内社に列している。また『駿河国内神名帳』では、「焼頭明神（焼津明神） 坐益津郡」として、正四位下の神階を有する旨とともに記載されている。
中世期には今川氏からの崇敬を受け、今川氏親からは社領として500石が寄進されたという。永禄4年（1561年）6月11日付の今川氏真朱印状（焼津神社蔵、焼津市指定文化財）では「入江大明神」と見え、社殿修理と修理費に関する徴収許可の旨が記されている。
江戸時代に入り、慶長7年（1602年）には徳川家康から「入江大明神社領」として70石の朱印領が寄進され、これを幕末まで継承した。神職は今川氏親以降鈴木家が世襲し、社僧は江戸時代には真言宗入江山長福寺が担っていた。
明治維新後、明治6年（1873年）3月22日に近代社格制度において郷社に列し、明治16年（1883年）6月25日に県社に昇格した。戦後、昭和41年（1966年）7月1日に神社本庁の別表神社に列している。

### 神階
- 正四位下 （『駿河国内神名帳』） - 表記は「焼頭明神」または「焼津明神」（写本による異同）[10]。

## 境内

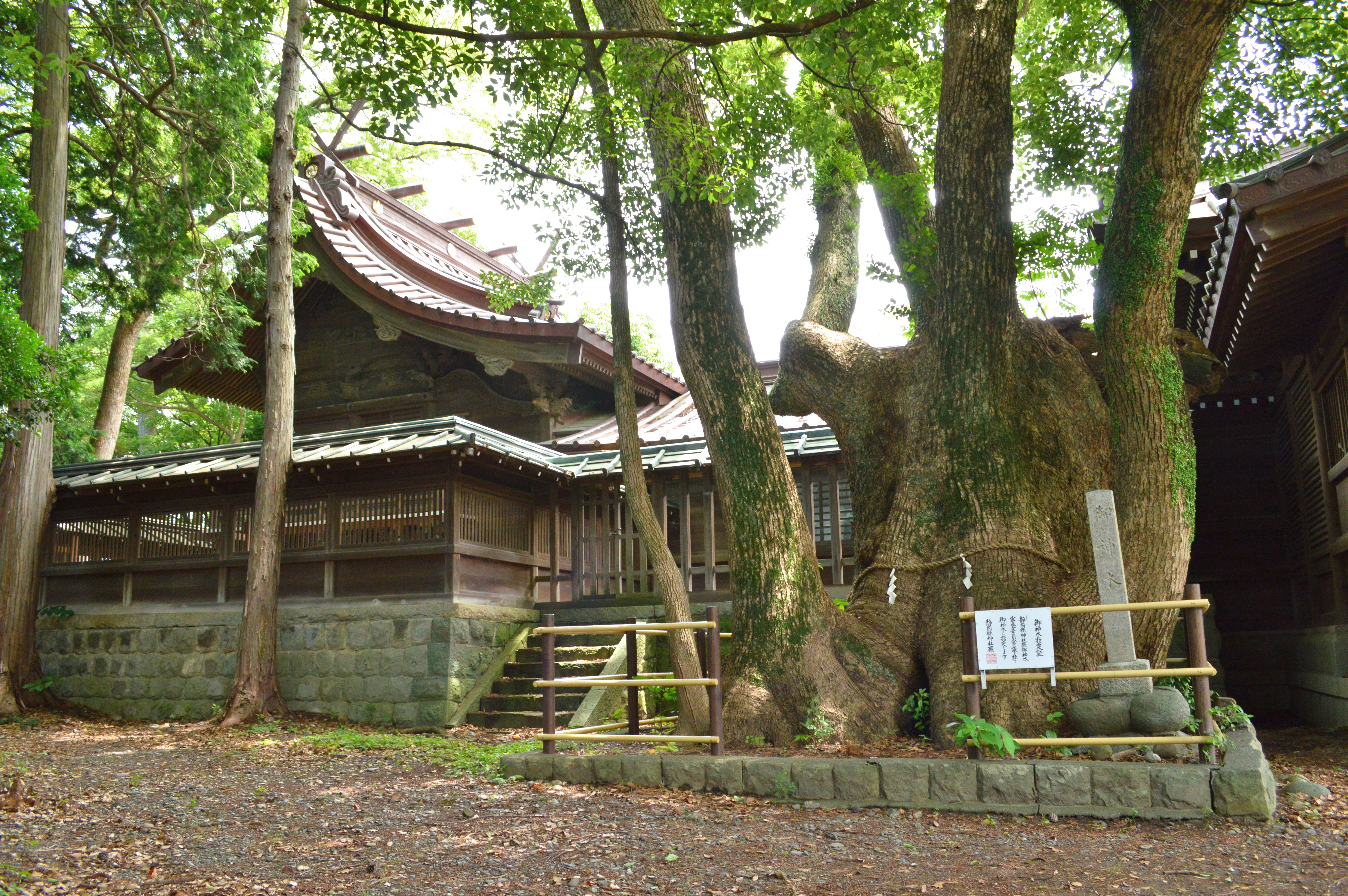
本殿と神木

本殿は間口3間5尺・奥行3間4尺で、流造。拝殿は間口5間4尺・奥行3間2尺で、入母屋造である。
- 本殿 - 慶長8年（1603年）に徳川家康によって建てられた。[11]

## 摂末社
摂末社・境内関係社は次の通り。
摂社
- 市杵島姫命社 - 祭神：市杵島姫命。前述のように焼津神社の元社とする説がある[5]。
- 須賀神社 - 祭神：須佐之男命、奇稲田姫命、大己貴命。焼津5丁目に鎮座する飛地境内社（北緯34度51分43.43秒 東経138度19分8.21秒 / 北緯34.8620639度 東経138.3189472度）。

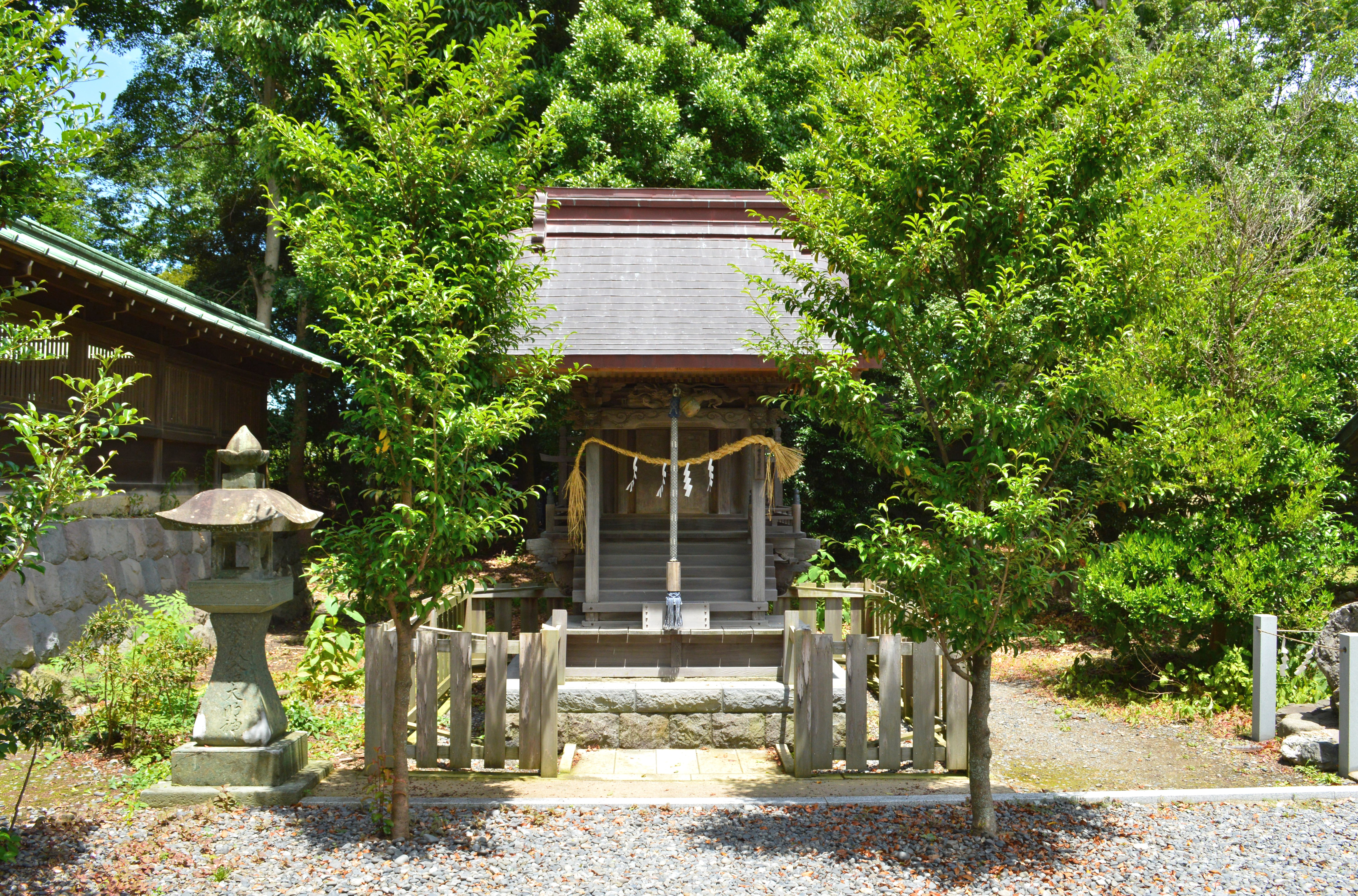
市杵島姫命社
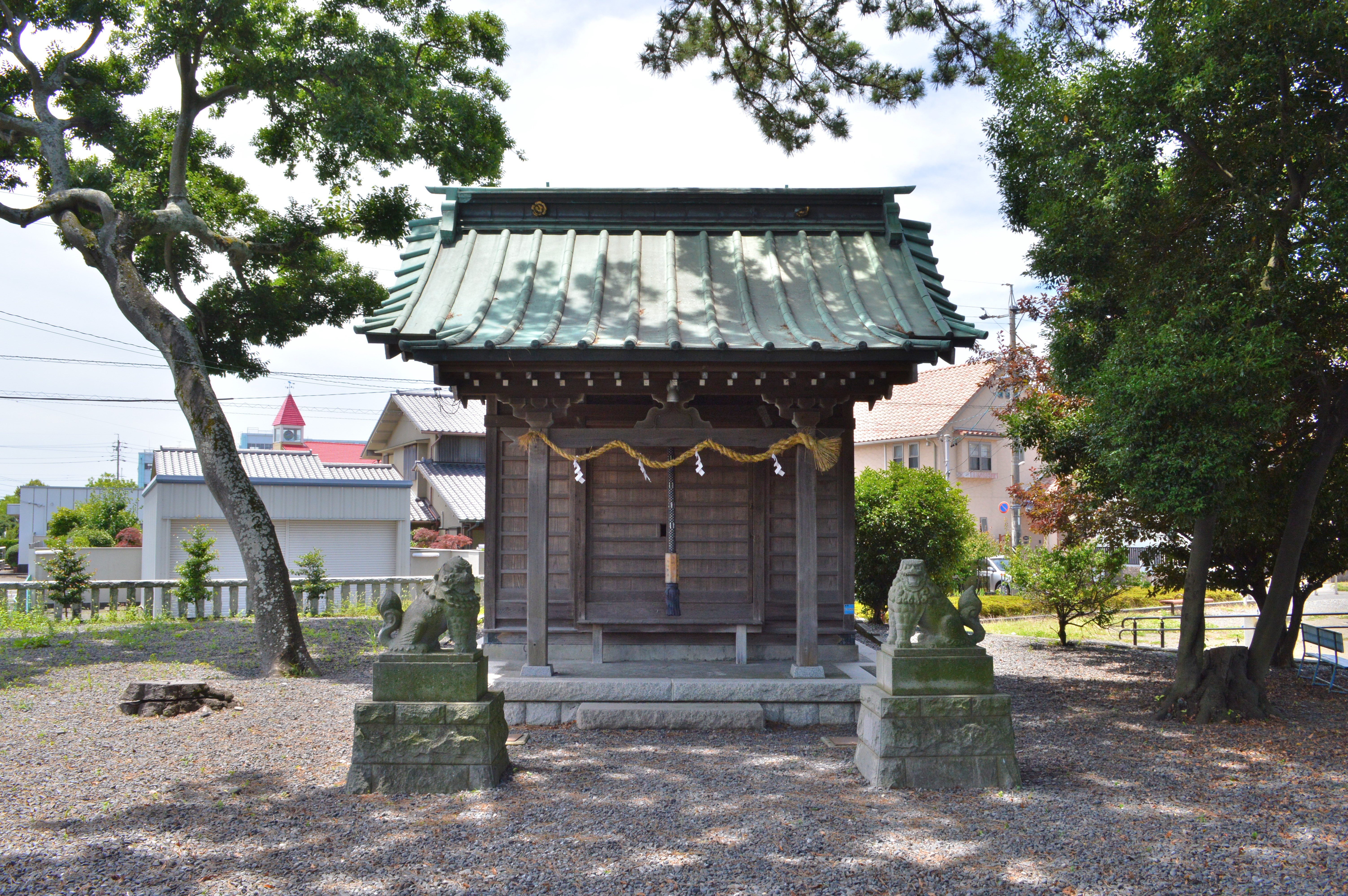
須賀神社

末社
- 七社合殿 - 浅間神社・竈神社・天王社・八幡社・橘姫社・春日社・稲荷社の7社。
- 五社神社 - 市神社・天神社・天白社・藤之宮神社・王子神社の5社。
- 稲荷神社 - 祭神：宇伽之御魂。

境内社
- 焼津天満宮 - 祭神：菅原道真公。
- 焼津御霊神社 - 西南戦争から第二次大戦までの国難に殉じた焼津市出身の2,500余柱の英霊を祀る。
- 郷魂祠 - 第二次大戦中、東南アジアで鰹節製造業等を行うために設立された有限会社皇道産業焼津践団の殉職者300余柱を祀る。

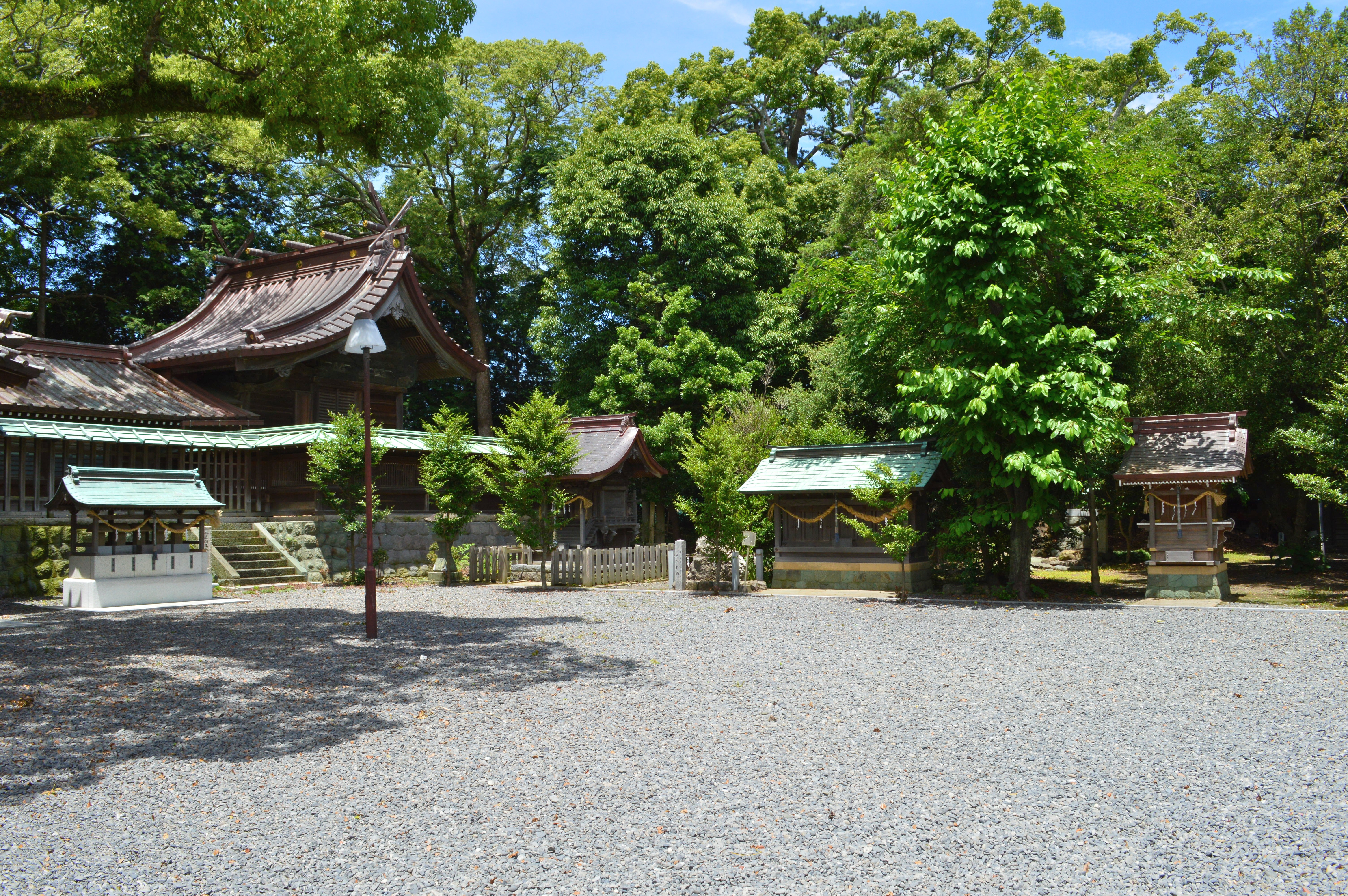
左から五社神社・本社本殿・市杵島姫命社・七社合殿・稲荷神社
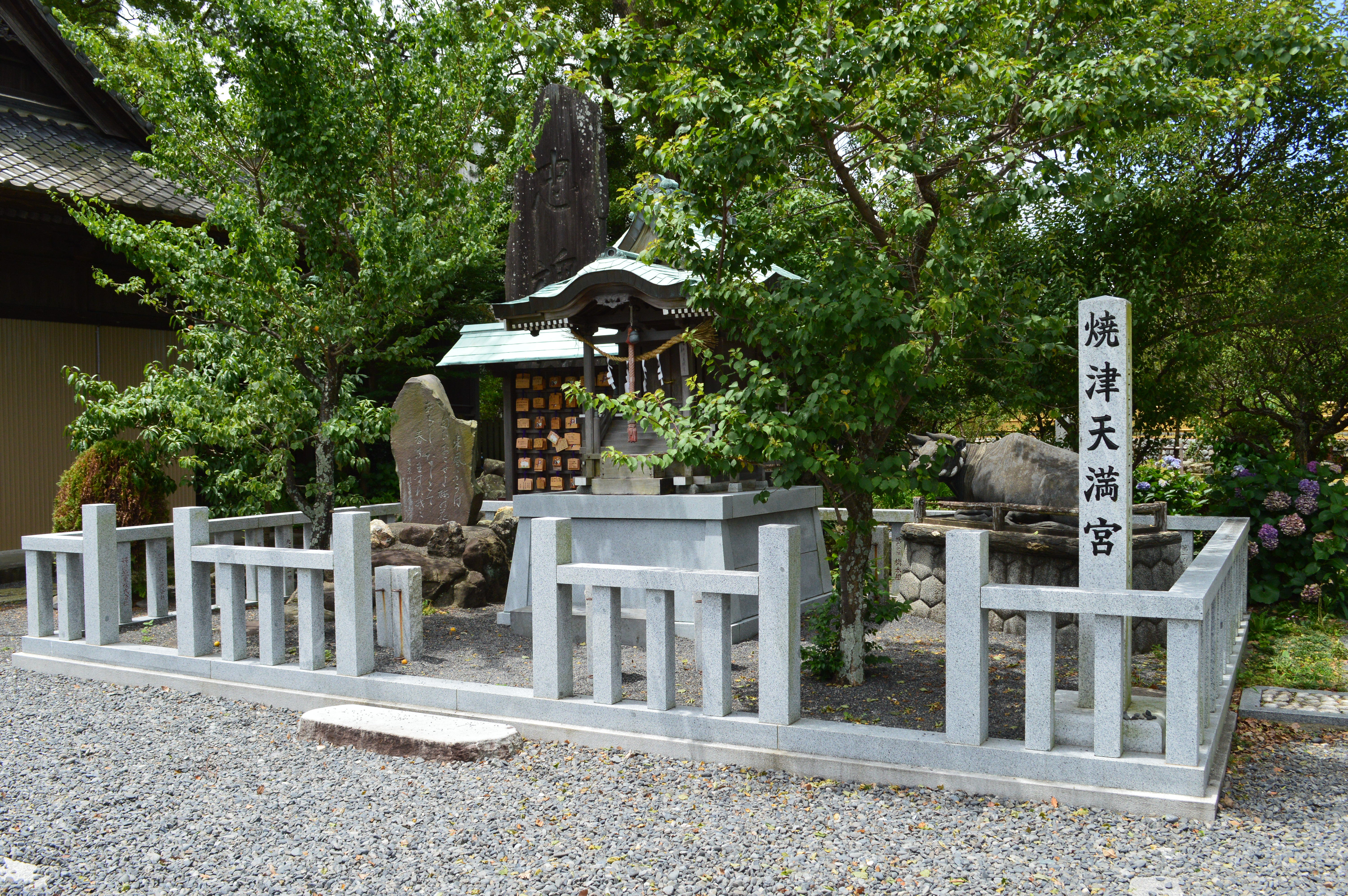
焼津天満宮
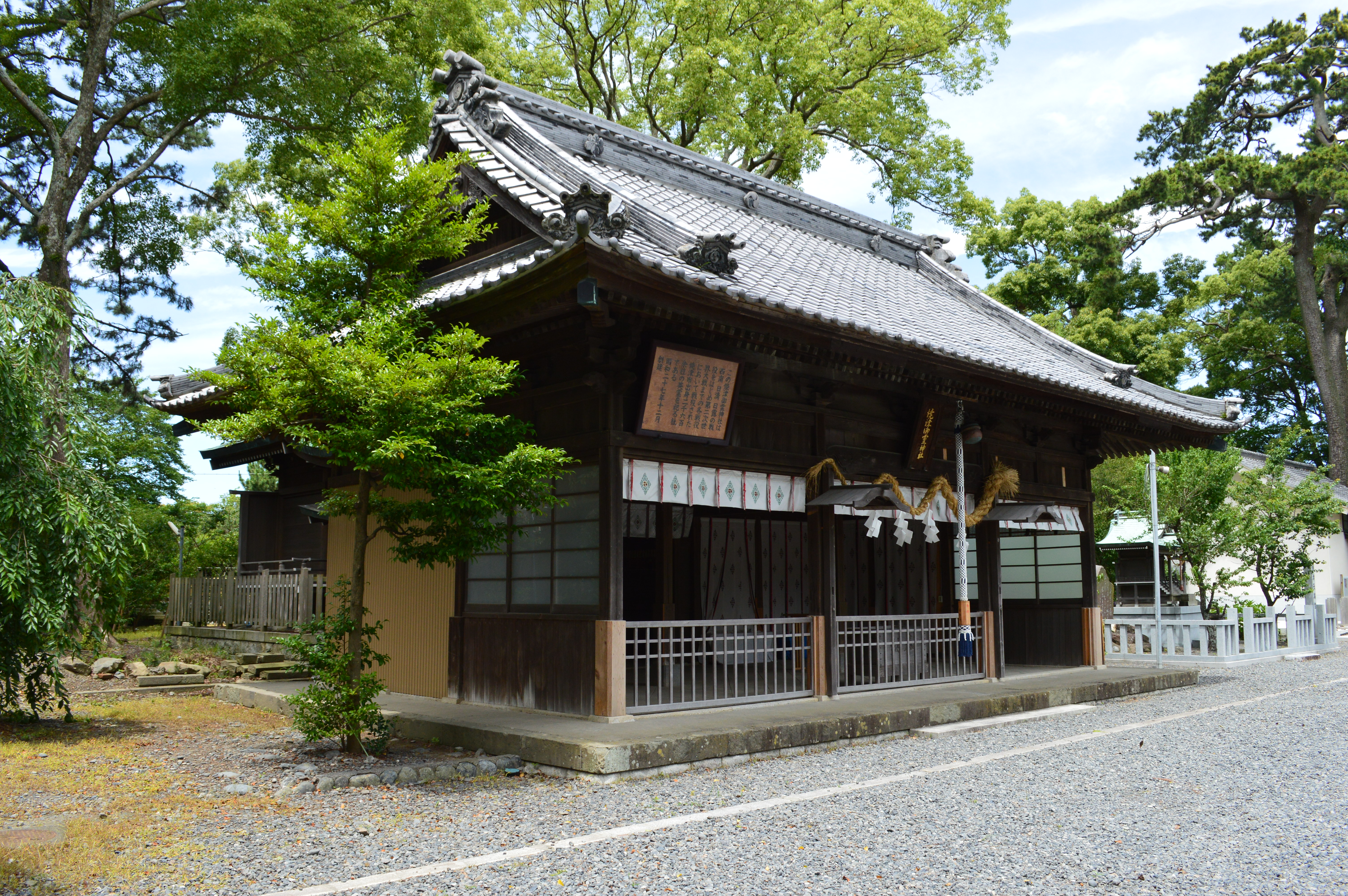
焼津御霊神社
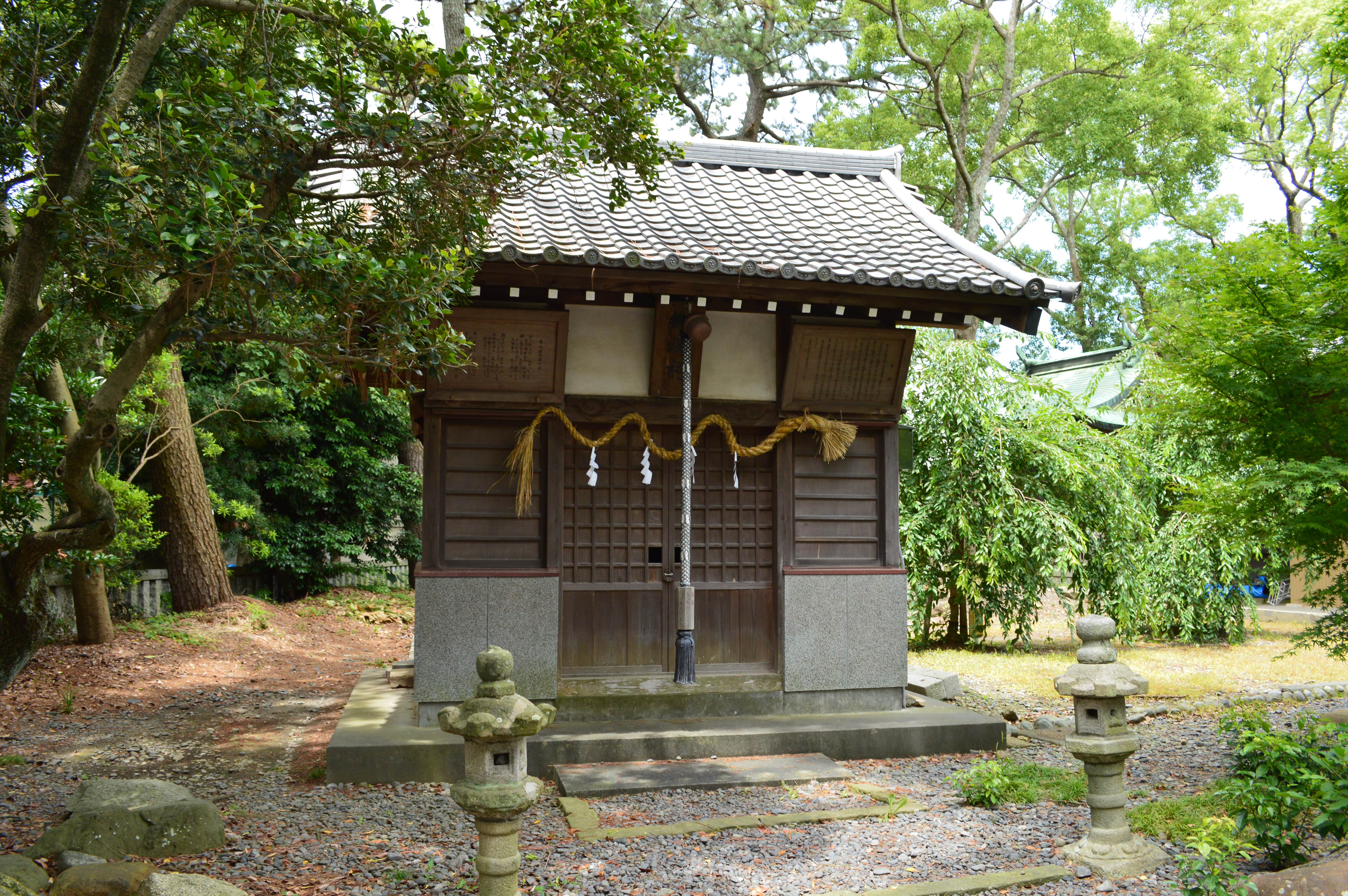
郷魂祠

## 関係地
- 神岩
焼津神社東方の海上に存在した、日本武尊が腰掛けたといわれる岩（現在は水没）[8]。江戸時代後期の『駿国雑志』では、神岩はすでに崩れて海中に没し、3月の引き潮時のみその姿が現れると記されている[8]。
- 北御旅所
所在地：焼津市城之腰（北緯34度51分48.41秒 東経138度19分28.78秒 / 北緯34.8634472度 東経138.3246611度） - 焼津神社の東方約1キロメートル。
例祭（荒祭り）における神輿渡御の御旅所。北御旅所の沖合に神岩があり、北御旅所の地は日本武尊の上陸地になるといわれる[8]。そのため他数ヶ所の御旅所とは異なり、当地でのみ特殊神饌が供えられる[8]。
- 御沓脱（おくつぬぎ）
所在地：焼津市焼津6丁目（北緯34度51分58.57秒 東経138度19分5.33秒 / 北緯34.8662694度 東経138.3181472度） - 焼津神社の東方約300メートル。
日本武尊が東征の際に休息し、老女が日本武尊に小麦飯を奉った場所と伝える[1][8]。

## 祭事

### 年間祭事
焼津神社で年間に行われる祭事の一覧。
- 月次祭 （毎月1日・15日）
- 御霊神社月次祭 （毎月15日）
- 歳旦祭、大漁祈願祭 （1月1日）
- 節分祭 （2月節分日）
- 紀元祭 （2月11日）
- 祈年祭 （2月17日）
- 春分の日当日祭、稲荷社祭 （春分の日）
- 大祓、夏越祈願祭 （6月30日）
- 御注連下し祭、市神社祭 （8月1日）
- 御沓脱祭、夕祭、御神楽祭 （8月12日）
- 例祭、神幸式 （8月13日）
- 秋分の日当日祭、市杵島姫命社祭 （秋分の日）
- 天満宮祭 （9月25日）
- 須賀神社前夜祭・例祭 （10月16日-17日）
- 郷魂祠前夜祭・例祭 （10月27日-28日）
- 金山祭 （11月8日）
- 新嘗祭 （11月23日）
- 鎮火祭、竈神社祭 （12月17日）
- 天長祭 （12月23日）
- 除夜祭 （12月31日）

### 例祭
例祭は8月13日で、前日（12日）に御沓脱祭・夕祭・御神楽祭・幟（のぼり）かつぎ・神ころがしが執り行われたのち、当日（13日）に「荒祭り」と称される神輿渡御神事が行われる。
12日の祭りのうち、「幟かつぎ」は生後3年の間に幟をかついで参拝し、3年目には幟を焼津神社に奉納する成長祈願の神事である。また「神ころがし」は、幟かつぎ1年目の幼児を拝殿前の斎場で3度転がす鎮魂祈願の神事である。この「神ころがし」は、後述の獅子木遣りと併せて国の記録作成等の措置を講ずべき無形の民俗文化財（選択無形民俗文化財）に選択されている。
13日の神輿渡御（荒祭り）は、神輿2基（男輿・女輿）が行列とともに神幸する神事である。神輿の煽りが荒々しいほど神霊の活動が活発になるとする信仰があり、2基の神輿はもみあいながら市内を荒々しく巡るため「荒祭り」と通称される。神輿は焼津神社から南御旅所、北御旅所、魚市場御旅所、焼津御旅所と巡るが、このうち北御旅所が最重要視される。北御旅所は日本武尊の上陸地と伝え、同地では大祭式が開かれ小麦飯・牛の舌餅・櫛形餅といった特殊神饌が供えられる（櫛形餅は弟橘媛伝説に由来）。神輿渡御の行列では「獅子木遣り」として、行列先頭を雌雄2頭の獅子頭と、そこから伸びる獅子幕を持った約80人ずつの少女達が木遣り歌を歌いながら練り歩く。この獅子木遣りは国の記録作成等の措置を講ずべき無形の民俗文化財（選択無形民俗文化財）に選択、および静岡県指定無形民俗文化財に指定されている。

## 文化財

### 選択無形民俗文化財（国選択）
- 焼津神社の獅子木遣りと神ころがし - 昭和53年12月8日選択[12]。

### 静岡県指定文化財
- 無形民俗文化財
  - 焼津神社の獅子木遣り - 昭和53年3月24日指定[13]。

### 焼津市指定文化財
- 有形文化財
  - 今川氏真朱印状（古文書） - 室町時代末期、永禄4年（1561年）の今川氏真からの朱印状。平成19年10月26日指定[15]。

## 現地情報
所在地
- 静岡県焼津市焼津2丁目7-2

交通アクセス
- 鉄道：東海旅客鉄道（JR東海）東海道本線 焼津駅 （徒歩約15分）